# Leonard Kent
Leonard Bruce "Lionel" Kent (nascido em 23 de outubro de 1928) é um ex-ciclista de pista neozelandês. Representou seu país, Nova Zelândia, nos Jogos Olímpicos de Verão de 1956, onde competiu na perseguição por equipes de 4 km e terminou em quinto lugar.